# Kiefernschaumzikade

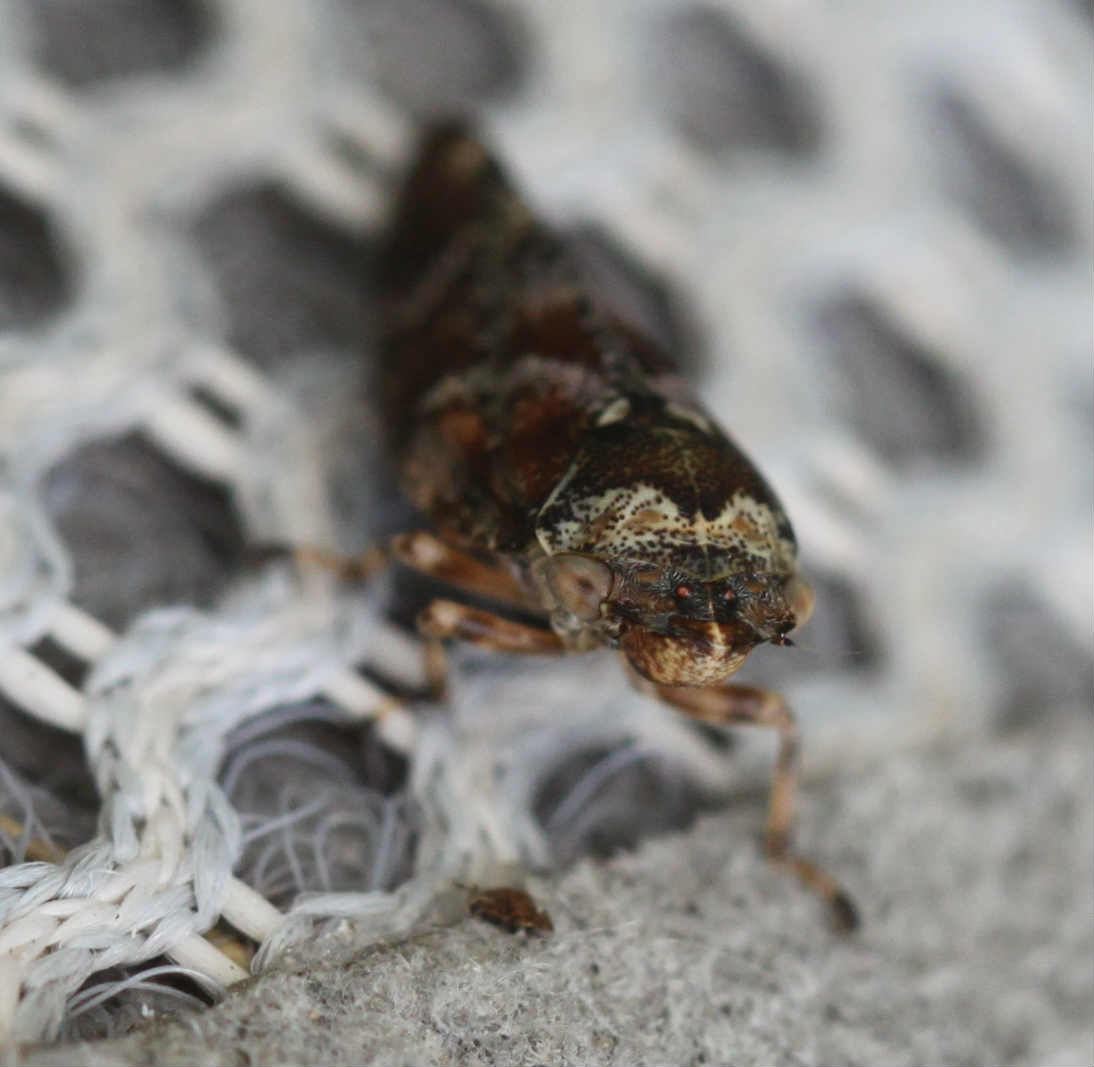
Kiefernschaumzikade

Die Kiefernschaumzikade (Aphrophora corticea) gehört zu den Rundkopfzikaden (Cicadomorpha) aus der Familie der Schaumzikaden (Aphrophoridae).

## Merkmale
Die Kiefernschaumzikade erreicht eine Körperlänge von 8–11 mm. Die Zikaden sind an ihrer dunkel- und hellbraunen Musterung leicht zu identifizieren. 

## Verbreitung
Die Art ist in Europa weit verbreitet. Sie fehlt auf den Britischen Inseln. Im Osten reicht ihr Vorkommen bis nach Kleinasien.

## Lebensweise
Die Zikaden fliegen von Juni bis Oktober. Man findet sie hauptsächlich in Nadelwäldern, insbesondere mit Fichtenbeständen. Die Imagines saugen im Frühjahr an Trieben und Zweigen der Gemeinen Fichte (Picea abies) und  Waldkiefer (Pinus sylvestris). Die Art ist ein Eiüberwinterer. Die Larven entwickeln sich an Heidekrautgewächsen (Ericaceae).  